# Numan Kurtulmuş
Numan Kurtulmuş (Ordu, 15 de septiembre de 1959) es un político y académico turco. Es el trigésimo presidente de la Gran Asamblea Nacional de Turquía.
Kurtulmuş se desempeñó como viceprimer ministro en los gobiernos 62, 63 y 64, fue ministro de Cultura y Turismo en el 65 y vicepresidente del Partido AK entre 2018 y 2023.
Fue presidente del Partido Saadet entre 2008 y 2010, y presidente del Partido Voz del Pueblo entre 2010 y 2012.
Kurtulmuş fue elegido trigésimo presidente de la Gran Asamblea Nacional de Turquía el 7 de junio de 2023.

## Vida personal

### Familia
Numan Kurtulmuş nació el 23 de marzo de 1959 en el distrito Ünye de Ordu. Es de origen georgiano por parte de su abuela. Su abuelo, Numan Kurtulmuş, de quien tomó su nombre, sirvió como mayor en los frentes de Çanakkale, Erzurum, Batumi y Azerbaiyán en la Guerra de Independencia Turca, participó en la Guerra de los Balcanes y la Batalla de Sakarya, y resultó herido y se retiró con el título de veterano. Además, su abuelo es autor del Comentario Amentü, conocido como el primer libro de catecismo turco escrito en letras latinas.
Kurtulmuş se casó con Sevgi Kurtulmuş en 1988 y tuvo tres hijos llamados Ayşe, İsmail y Emir. Kurtulmuş, que habla inglés con fluidez, apoya al equipo Fenerbahçe.

### Educación
Recibió su educación secundaria en la escuela secundaria Imam Hatip de Estambul. Completó su educación universitaria en la Facultad de Administración de Empresas de la Universidad de Estambul en 1982 y su maestría en 1984.
Entre 1988 y 1989 viajó a Estados Unidos y continuó sus estudios de posgrado en la Temple University School of Business & Management. Entre 1990 y 1993, fue profesor visitante en la Universidad de Cornell, Escuela de Relaciones Industriales y Laborales del Estado de Nueva York, EE. UU., y se doctoró en la Universidad de Estambul en 1992. Se convirtió en profesor asociado en la Facultad de Economía de la Universidad de Estambul en 1994 y profesor en 2004. Alguna vez fue conocido como "el maestro de maestros" Trabajó como asistente de Sabahattin Zaim.
Completó su educación en la Facultad de Economía de la Universidad de Estambul, donde enseñó política, economía laboral y gestión de recursos humanos. Además, participó como ponente en simposios y seminarios de diversas organizaciones internacionales y turcas. Entre 2010 y 2012 enseñó economía y comunicación política en la Universidad de Comercio de Estambul.

## Vida política
Kurtulmuş, que comenzó su vida política en el Partido de la Virtud, se unió al Partido Felicity en 2001 después de que el Tribunal Constitucional cerrara el Partido de la Virtud. Fue elegido presidente en el congreso del partido celebrado en 2008, abandonó su partido en 2010 y fundó el Partido Voz del Pueblo. Posteriormente, a propuesta de Recep Tayyip Erdoğan, en 2012 se integraron el Partido Justicia y Desarrollo y el Partido HAS. En el marco de esta integración, después de que el Partido HAS se disolviera, Kurtulmuş y muchos miembros del partido se unieron al Partido AK.